# معلم بد (فیلم)
معلم بد (به انگلیسی: Bad Teacher) فیلمی در ژانر کمدی سیاه به کارگردانی جیک کَسدان و بازی کامرون دیاز، جاستین تیمبرلیک و جیسون سیگل است. این فیلم در ۱۷ ژوئن ۲۰۱۱ در بریتانیا و در ۲۴ ژوئن در ایالات متحده و کانادا اکران شد.

## خلاصه داستان
الیزابت هالسی (کامرون دیاز) یک معلم دبیرستان است که توجه زیادی به کارش ندارد، الکل زیاد مصرف می‌کند، ماریجوانا می‌کشد و سرکلاس همیشه خواب است. او قصد دارد تا کارش را کنار بگذارد و با نامزد ثروتمندش ازدواج کند، اما نامزدش با او به هم می‌زند و او مجبور می‌شود به کار معلمی ادامه دهد. هم‌چنین او برای عمل جراحی و بزرگ کردن سینه‌هایش (برای این که یک مرد پولدار دیگر را به تور بیندازد) نیاز به پول دارد.

## جوایز و نامزدی‌ها
| سال  | جایزه                  | تاریخ    | رده                    | کاندیدا         | نتیجه |
| ---- | ---------------------- | -------- | ---------------------- | --------------- | ----- |
| ۲۰۱۱ | جوایز برگزیده نوجوانان | اوت ۲۰۱۱ | بهترین فیلم کمدی       | معلم بد         | برنده |
| ۲۰۱۱ | جوایز برگزیده نوجوانان | اوت ۲۰۱۱ | بهترین بازیگر کمدی مرد | جاستین تیمبرلیک | برنده |
| ۲۰۱۱ | جوایز برگزیده نوجوانان | اوت ۲۰۱۱ | بهترین بازیگر کمدی زن  | کامرون دیاز     | برنده |